# تپه جدا قایه چای
تپه جدا قایه چای در شهرستان قروه، بخش چهاردولی، روستای داش کسن واقع شده و این اثر در تاریخ ۲۵ اسفند ۱۳۷۹ با شمارهٔ ثبت ۳۵۸۸ به‌عنوان یکی از آثار ملی ایران به ثبت رسیده است.